# TPz Fuchs
 (octobre 2022).
La mise en forme du texte ne suit pas les recommandations de Wikipédia : il faut le « wikifier ».
Les points d'amélioration suivants sont les cas les plus fréquents. Le détail des points à revoir est peut-être précisé sur la page de discussion.
- Les titres sont pré-formatés par le logiciel. Ils ne sont ni en capitales, ni en gras.
- Le texte ne doit pas être écrit en capitales (les noms de famille non plus), ni en gras, ni en italique, ni en « petit »…
- Le gras n'est utilisé que pour surligner le titre de l'article dans l'introduction, une seule fois.
- L'italique est rarement utilisé : mots en langue étrangère, titres d'œuvres, noms de bateaux, etc.
- Les citations ne sont pas en italique mais en corps de texte normal. Elles sont entourées par des guillemets français : « et ».
- Les listes à puces sont à éviter, des paragraphes rédigés étant largement préférés. Les tableaux sont à réserver à la présentation de données structurées (résultats, etc.).
- Les appels de note de bas de page (petits chiffres en exposant, introduits par l'outil «  Source ») sont à placer entre la fin de phrase et le point final[comme ça].
- Les liens internes (vers d'autres articles de Wikipédia) sont à choisir avec parcimonie. Créez des liens vers des articles approfondissant le sujet. Les termes génériques sans rapport avec le sujet sont à éviter, ainsi que les répétitions de liens vers un même terme.
- Les liens externes sont à placer uniquement dans une section « Liens externes », à la fin de l'article. Ces liens sont à choisir avec parcimonie suivant les règles définies. Si un lien sert de source à l'article, son insertion dans le texte est à faire par les notes de bas de page.
- La présentation des références doit suivre les conventions bibliographiques. Il est recommandé d'utiliser les modèles {{Ouvrage}}, {{Chapitre}}, {{Article}}, {{Lien web}} et/ou {{Bibliographie}}. Le mode d'édition visuel peut mettre en forme automatiquement les références.
- Insérer une infobox (cadre d'informations à droite) n'est pas obligatoire pour parachever la mise en page.

Pour une aide détaillée, merci de consulter Aide:Wikification.
Si vous pensez que ces points ont été résolus, vous pouvez retirer ce bandeau et améliorer la mise en forme d'un autre article.
Le TPz Fuchs de Transportpanzer Fuchs est un véhicule blindé de transport de troupes allemand développé à l'origine par Daimler-Benz mais fabriqué et développé par l'actuel Rheinmetall MAN Military Vehicles (RMMV). Fuchs a été le deuxième véhicule blindé à roues à entrer en service dans la Bundeswehr (armée ouest-allemande) et il peut être utilisé pour des tâches telles que le transport de troupes, le transport d'ingénieurs, l'élimination des bombes, la reconnaissance nucléaire, biologique et chimique et la guerre électronique. RMMV et ses prédécesseurs ont fabriqué 1 236 Fuchs 1, principalement pour l'armée allemande.
Le développement ultérieur a abouti au Fuchs 2, présenté pour la première fois en 2001. Le Fuchs 2 amélioré est actuellement en production, les clients connus incluent l'armée algérienne, l'armée du Koweït et l'armée des Émirats arabes unis (EAU).

## Développement
En 1977, Rheinstahl Wehrtechnik (devenue en 1996 Henschel Wehrtechnik (par la suite Rheinmetall Landsysteme et maintenant Rheinmetall MAN Military Vehicles (RMMV), sous licence de Daimler-Benz ), a obtenu un contrat de l'armée allemande pour 996 Transportpanzer Fuchs 1. Le premier véhicule de production a été remis en décembre 1979 avec des livraisons de 160 par an et se terminant fin 1986.
Les désignations de l'armée allemande pour le Fuchs 1 tel que livré étaient :
- TPz 1/Standard, 504 livrés (TPz 1 Standard peut être équipé de divers kits d'installation pour différentes missions sur le champ de bataille)
- TPz 1A1/EloKa, 87 livrés (variante de guerre électronique, non amphibie)
- TPz 1A2/Funk, 265 livrés (véhicule de commandement, équipé d'un Mission Kit (kit d'installation) pour divers rôles)
- TPz 1A3/ABC ou Spürpanzer Fuchs, 140 livrés ( véhicule de reconnaissance NBC )[2].

Pour une utilisation dans l'ex -Yougoslavie, au début de 1998, l'armée allemande avait amélioré 55 Fuchs 1 avec une protection supplémentaire.
Dans le cadre d'une évolution du Fuchs 1, deux Fuchs KRK (Krisenreaktionskräfte - allemand : "Forces de réaction aux crises") de pré-production ont été construits en 1997, avec des options de véhicules de production pour 50 unités prévues en 1999. Ce type n'a jamais été produit en série.
En 2002, le BWB allemand a annoncé qu'il avait attribué un contrat de 45 millions d'euros pour la mise à niveau de 123 APC Fuchs 1. Les travaux ont été effectués entre 2004 et 2007 à Kassel, où les véhicules ont été construits à l'origine. Les véhicules mis à niveau dans le cadre de ce contrat ont reçu la désignation TPz A7.
Les derniers Fuchs 1 améliorés reçoivent la désignation TPz A8, dont les premières livraisons à l'armée allemande ont eu lieu en mars 2008. Elle a permis d'améliorer la protection contre les mines et les engins explosifs improvisés, notamment pour les unités allemandes stationnées en Afghanistan. L'attribution la plus récente de la mise à niveau du TPz A8 a porté le total à 168 véhicules. Fin 2013, il a été déclaré qu'à long terme, l'armée allemande prévoyait de conserver une flotte de jusqu'à 728 Fuchs 1 modernisés au standard TPz A8.
Le développement continu du Fuchs 1 a abouti au Fuchs 2, dont le premier exemplaire a été montré au public pour la première fois au MSPO 2001 en Pologne. La première commande de Fuchs 2 concernait des variantes de reconnaissance nucléaire, biologique et chimique (NBC) pour les Émirats arabes unis (EAU). La commande a été passée en 2005.
En 2014, le ministère allemand des Affaires économiques et de l'énergie a confirmé avoir approuvé le transfert d'équipements de production à l'Algérie afin de permettre à ce pays d'entreprendre la production du Fuchs 2.
Le Koweït a commandé un lot de Fuchs 2 en 2015. Ceux-ci seront fabriqués en Allemagne.

## Description
La coque du Fuchs est construite en acier blindé entièrement soudée. Le conducteur est assis à l'avant, à gauche, et le commandant du véhicule est assis à sa droite. Il y a des portes pour le conducteur et le commandant. Les fenêtres des portes et le pare-brise ont des volets métalliques qui peuvent être fermés. Lorsqu'ils sont fermés, les périscopes installés dans le toit du véhicule à l'avant de la trappe du conducteur permettent de voir à l'extérieur de la cabine. Le commandant dispose d'une trappe de toit circulaire.
Le compartiment à bagages, situé à l'arrière du véhicule, mesure 3,2 m (10 ft) de long, 1,25 m (4.1 ft) de haut et 1,5 m (4.9 ft) de large à son point le plus large. Sur le Fuchs 2, la hauteur du toit a été augmentée de 145 mm (5.7 in) pour augmenter le volume intérieur. Deux portes assistées sont installées à l'arrière, mais sur le Fuchs 2, une rampe est disponible en option.
Il y a trois ou quatre trappes dans le toit du compartiment des troupes. En configuration APC, les dix fantassins transportés par le Fuchs 1 sont assis sur des sièges individuels de type baquet, cinq de chaque côté. Ces sièges peuvent être repliés lorsqu'ils ne sont pas utilisés. Le Fuchs 2 peut accueillir jusqu'à neuf personnes sur des sièges très améliorés et résistants aux explosions.
La charge utile normale du Fuchs 1 est de 4 000 kg (8 800 lb) mais, selon la configuration et les options de protection, il est possible d'emporter jusqu'à 5 000 kg de marchandises sur terre. Le Fuchs 2 a une charge utile maximale de 6 000 kg.
Les essieux moteurs rigides Mercedes-Benz sont du type à réduction dans les moyeux, équipés de blocages de différentiel et sont suspendus par des ressorts hélicoïdaux à action progressive et des amortisseurs. La direction assistée se fait sur les quatre roues avant, le Fuchs 2 offrant l'option d'un système central de gonflage des pneus (CTIS). Les pneus 1400 R20 sont de type run-flat. Sur terre, la vitesse maximale est de 105 km/h et l'autonomie est de 800 km.
Le Fuchs a été conçu comme un véhicule amphibie, la propulsion sur l'eau étant assurée par deux hélices à quatre pales montées de part et d'autre de la coque à l'arrière. La vitesse maximale sur l'eau est d'environ 8 km/h. Pour la direction, les hélices peuvent être pivotées à 360°. Avant d'entrer dans l'eau, une girouette de compensation, qui est rangée sur la plaque de glacis pendant le voyage, est érigée hydrauliquement. Des pompes de cale sont installées. Dans le cadre de la modernisation du TPz A8, la capacité amphibie est supprimée, mais les véhicules peuvent patauger jusqu'à 1,3 m de profondeur.
La coque en acier soudé du Fuchs a été conçue pour protéger l'équipage des tirs d'armes légères perforantes et des éclats d'obus. Pour le service avec la Force de mise en œuvre des Nations unies (IFOR) opérant en Bosnie, un niveau de protection plus élevé était requis et un lot de Fuchs 1 a été mis à niveau avec un ensemble de blindage complémentaire composé de fibres passives développé par IBD-Deisenroth. Ce kit de protection comprend un blindage supplémentaire monté à l'extérieur sur les côtés de la coque; des revêtements anti-éclats internes installés sur les côtés, l'arrière et le toit de la coque pour réduire les effets secondaires des projectiles ayant pénétré le blindage principal; des éléments supplémentaires dans la zone de plancher des compartiments avant et arrière pour assurer une protection accrue contre les mines; des nouvelles fenêtres avec protection accrue et modification des écrans de protection des fenêtres.
La mise à niveau TPz A7 comprenait des améliorations de protection, tout comme la mise à niveau actuelle TPz A8. Pour les mises à niveau TPz A7 et A8, des éléments supplémentaires protègent le dessous et la partie inférieure de la coque contre les explosions et les menaces d'EEI.
La ligne de base Fuchs 2 offre une protection contre les attaques perforantes d'armes légères sur 360°. Pour répondre à différents niveaux de menace, le Fuchs 2 a été conçu pour être équipé d'ensembles de blindage passif améliorés développés par IBD.
Afin d'améliorer la capacité de survie lors de la conduite d'opérations militaires en terrain urbain (MOUT), Rheinmetall a développé un ensemble de mises à niveau modulaires pour une installation sur des véhicules blindés à chenilles et à roues. Un véhicule de démonstration MOUT a été achevé en 2008, basé sur le Fuchs 1.
L'armement varie selon les exigences de la mission. Pour le Fuchs 1, il  peut consister en un fusil-mitrailleur polyvalent Rheinmetall MG3 en calibre 7,62 mm  monté au-dessus du poste de commandement. Les véhicules du bataillon blindé de reconnaissance, de l'infanterie mécanisée des Panzergrenadiers, de la brigade franco-allemande, de l'infanterie de montagne et des Jägers de l'armée allemande étaient auparavant équipés du missile guidé antichar MILAN, mais celui-ci n'est plus en service. Tous les véhicules ont six lance-fumigènes de calibre 76 mm montés pour tirer vers l'avant. Les véhicules déployés en Afghanistan étaient équipés d'un lance-grenades GMG ou d'une mitrailleuse lourde M2 Browning au lieu d'une MG3.
Le Fuchs 2 peut être équipé d'une large gamme de systèmes d'armes y compris un canon de calibre 30 mm et un fusil-mitrailleur de 7,62 mm ainsi que diverses installations de missiles, telles que des missiles antichars.
L'équipement standard du Fuchs 2 comprend un système de protection NRBC et un système de climatisation. Les nombreuses options disponibles incluent un système automatique de détection et d'extinction d'incendie, un treuil, un système de positionnement global et un groupe auxiliaire de puissance (APU).

## Opérateurs et ventes à l'exportation
- Algérie 980 Fuchs 2 nécessaires. En 2014, le ministère allemand des affaires économiques et de l'énergie a confirmé qu'il avait approuvé le transfert d'équipements de production vers l'Algérie pour la production de la famille de véhicules Fuchs 2 (6 × 6). La première licence d'exportation du Fuchs 2 pour l'Algérie a été approuvée en 2011, suivie de l'approbation des ensembles de production vers l'Algérie en août 2013. En juin 2014, Rheinmetall a confirmé que le contrat s'élevait à 2,7 milliards d'euros (3,7 milliards de dollars américains) et couvrait la fourniture de 980 unités. Le premier lot de 54 Fuchs 2 destinés à l'Algérie provient de la chaîne de production allemande et sera suivi d'un transfert progressif de la production vers l'Algérie, mais les principaux sous-systèmes tels que les blocs d'alimentation et les lignes d'entraînement continueront de provenir d'Allemagne[4].
- Allemagne 996 Fuchs 1 livrés à partir de 1979. 45 Fuchs 1 supplémentaires commandés en 1991. Diverses améliorations ont été apportées, dont 124 au standard TPz A7 et 168 au dernier standard TPz A8 (728 nécessaires)[2].
- Israel 8 Fuchs NBC ont été prêtés à partir des stocks de l'armée allemande pendant la première guerre du Golfe. On pense qu'ils sont encore en service[2].
- Kuwait 11 Fuchs 1[2]. 12 Fuchs 2 commandés à la mi-2015. Ceux-ci seront en configuration de reconnaissance NBC, et les livraisons débuteront en 2017. Le contrat couvre également la formation, le service et les pièces de rechange[4].
- Pays-Bas 24 variantes de Fuchs 1 pour la guerre électronique ont été livrées. En 2006, 12 d'entre elles ont été converties à un rôle NBC[2].
- Norvège 8 Fuchs 1 NBC[2],[5].
- Arabie saoudite 36 Fuchs 1 ont été livrés il y a quelque temps (date exacte inconnue). 14 APC, 8 ambulances, 4 postes de commandement, 10 NBC[2].
- Turquie Deux Fuchs 1 ont été prêtés pendant la première guerre du Golfe et ont été restitués par la suite[2].
- Émirats arabes unis 32 véhicules de reconnaissance Fuchs 2 NBC commandés en février 2005 dans le cadre d'un contrat évalué à 160 millions d'euros (205 millions de dollars US)[5]. La commande comprend 16 véhicules de reconnaissance NBC, huit véhicules biologiques et huit véhicules de poste de commandement, qui fourniront aux EAU une capacité complète de détection NBC liée à un système de commandement et de contrôle[5].
- Royaume-Uni 11 variantes de Fuchs 1 NBC (ex-armée allemande) livrées en 1990. Ces véhicules ont été mis en stockage en 2011 mais un projet de régénération a été lancé en février 2014. Huit véhicules sont utilisés par le Falcon Squadron, Royal Tank Regiment, 22 Engineer Regiment avec une réserve d'attrition et deux véhicules d'entraînement. Le contrat de service de régénération et de disponibilité de Fuchs a permis de garantir la durée de vie du véhicule jusqu'en 2019[2],[6],[7],[8]. Le Royaume-Uni a également utilisé un petit nombre de versions de guerre électronique pendant la guerre du Golfe de 1991[9]. En octobre 2020, RBSL (Rheinmetall BAE Systems Land) a annoncé l'attribution d'un contrat de maintenance de 16 millions de livres sterling pour le simulateur de flotte et de formation Fuchs du ministère britannique de la Défense. Cette attribution permettra de résoudre les problèmes d'obsolescence liés à l'équipement et de mettre à niveau le système avec la dernière génération de capacités de détection. Le nouveau contrat de soutien comprend le soutien technique, la fourniture de pièces de rechange et de réparations, la maintenance, la formation et les services de conception[10].
- États-Unis 123 (estimation en 2015) Fuchs 1 désigné M93 Fox[2]. Le véhicule M93 Fox NBCRS (Nuclear Biological Chemical Reconnaissance System) de General Dynamics Land Systems (GDLS) est la variante américaine du véhicule de reconnaissance NBC Fuchs 1. Le besoin d'un véhicule de reconnaissance NBC, destiné à être utilisé par les forces américaines sur le théâtre européen, a été reconnu pour la première fois et un programme en trois phases a été lancé à la fin des années 1980[11]. La première phase du projet comprenait l'évaluation de trois types de véhicules ; le Fuchs (M93) a été sélectionné en juillet 1989. La phase II du programme, la phase de production de systèmes intérimaires (ISP), a abouti à l'achat de 48 véhicules. Les véhicules de la phase II ont été fournis en deux lots, l'un de huit véhicules et l'autre de 40. La phase II s'est achevée en 1993. Les phases III et IV auraient inclus la production sous licence américaine de 210 véhicules supplémentaires, en plus des 48 déjà produits[11]. Au milieu de l'année 1995, il a été annoncé que l'armée américaine avait déjà reçu un lot non annoncé de 60 anciens véhicules de l'armée allemande pour l'opération Tempête du désert. Lorsqu'ils étaient utilisés par l'armée américaine lors de la première guerre du Golfe, ils étaient connus sous la désignation XM93. En raison de la réduction des effectifs de l'armée américaine, les 210 véhicules qui devaient être achetés au cours des phases III et IV n'ont pas été commandés. Dans le cadre d'un certain nombre de contrats attribués entre 1991 et 2002 environ, et par le biais d'une désignation provisoire XM931, au moins 128 véhicules ont été mis au niveau de la norme M93A1[11].À partir de 2005, 31 véhicules ont encore été mis à niveau au standard M93A1P1 à l'appui de l'opération Iraqi Freedom. Pour soutenir les opérations dans la région de l'Asie du Sud-Ouest (SWA), une demande urgente de matériel (UMR) a été émise pour couvrir diverses mises à niveau à la norme P2 pour le M93A1P1[11]. Le nombre exact de M93 Fox NBCRS en service dans les forces armées américaines n'est pas clair. On pense que la flotte comprenait 122 véhicules, bien que le mélange exact de variantes M93A1, M93A1P1 et M93A1P2 soit inconnu. La combinaison précédente, en 2010, était de 86 M93A1, 22 M93A1P1 et 14 M93A1P2, avec des mises à niveau des variantes précédentes vers le standard M93A1P2 en cours. Le M93 devrait être remplacé en service aux États-Unis par le Stryker NBCRV[11].
- Venezuela10 Fuchs 1 ont été commandés et livrés en 1983. Ces véhicules n'étaient pas équipés du système NBC standard mais disposaient de déchargeurs de grenades fumigènes de 76 mm, d'un treuil d'une capacité de 8000 kg, d'un système de climatisation et de deux systèmes d'armes montés sur le toit. À l'arrière du compartiment moteur se trouve une tourelle unipersonnelle Rheinmetall Landsysteme avec une mitrailleuse lourde de 12,7 mm montée à l'extérieur, tandis que derrière et face à l'arrière se trouve une mitrailleuse légère de 7,62 mm. Ces véhicules ont une capacité amphibie complète. Le Venezuela a installé le fusil sans recul américain M40A1 de 106 mm sur le toit de plusieurs véhicules[2]. En février 2021, il a été signalé que ces véhicules seraient réparés et mis à jour[12].

## Galerie d'images

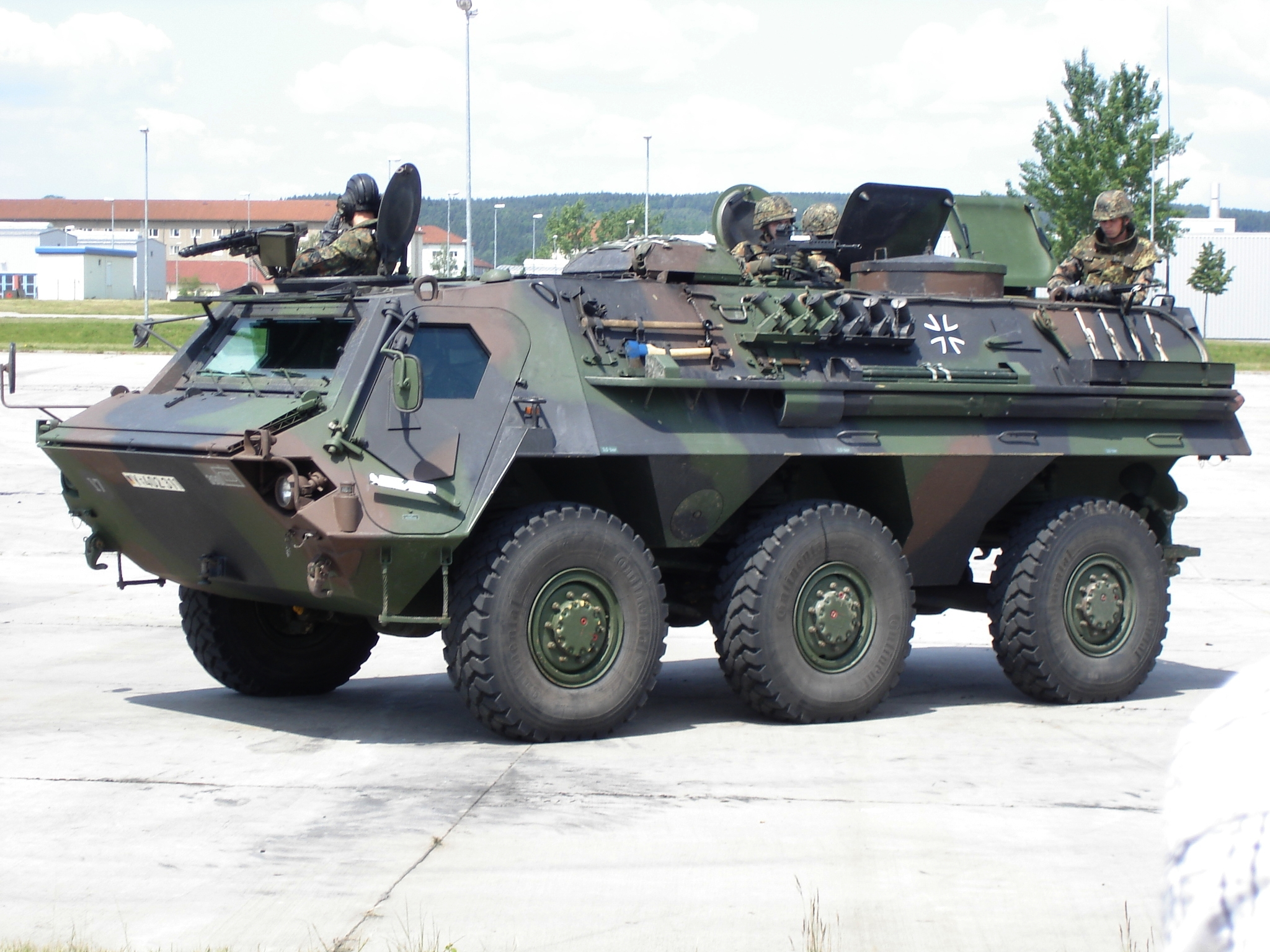
TPz1 Fuchs Pionier.
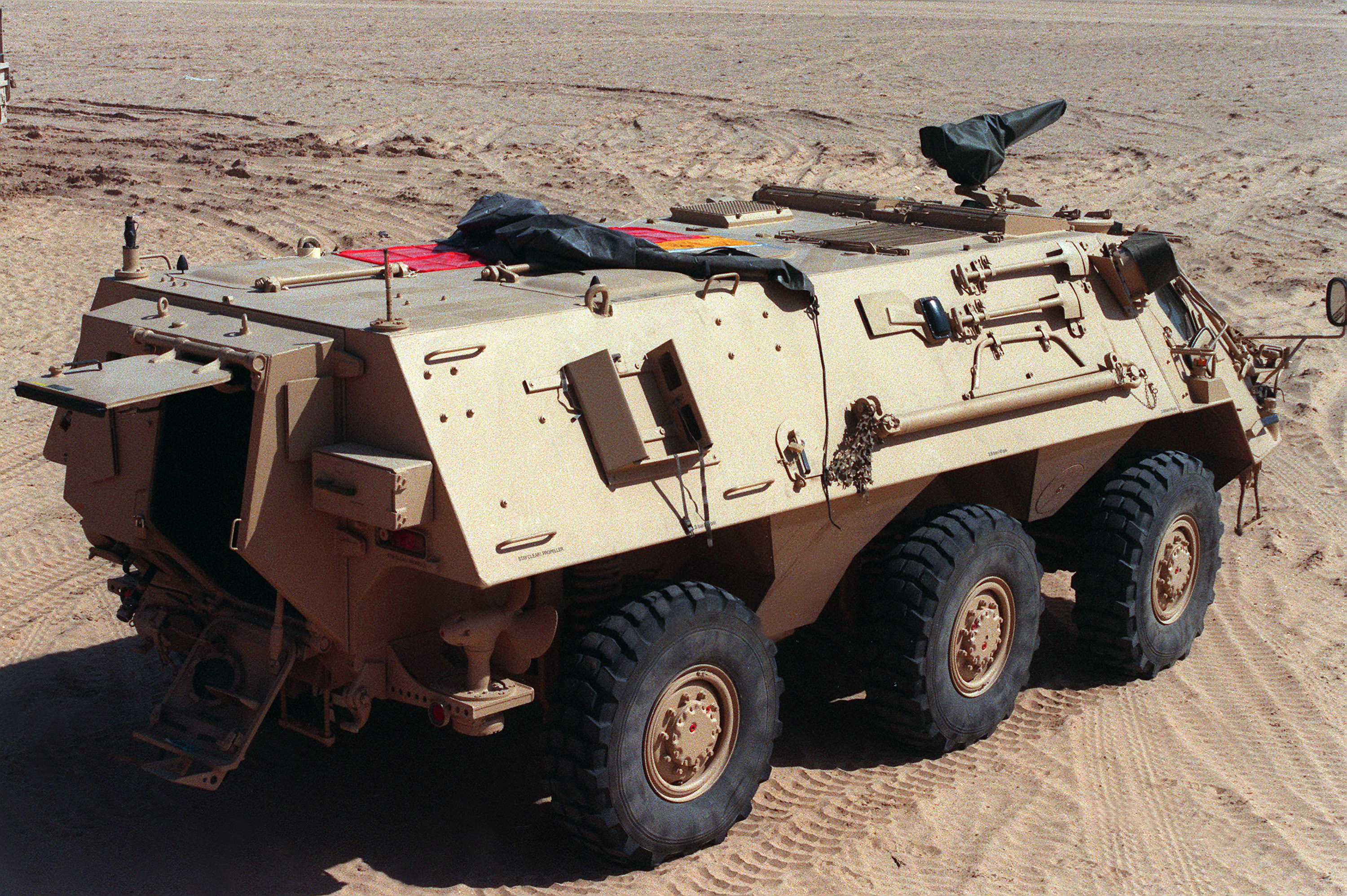
M93 Fox, vue de trois quarts arrière
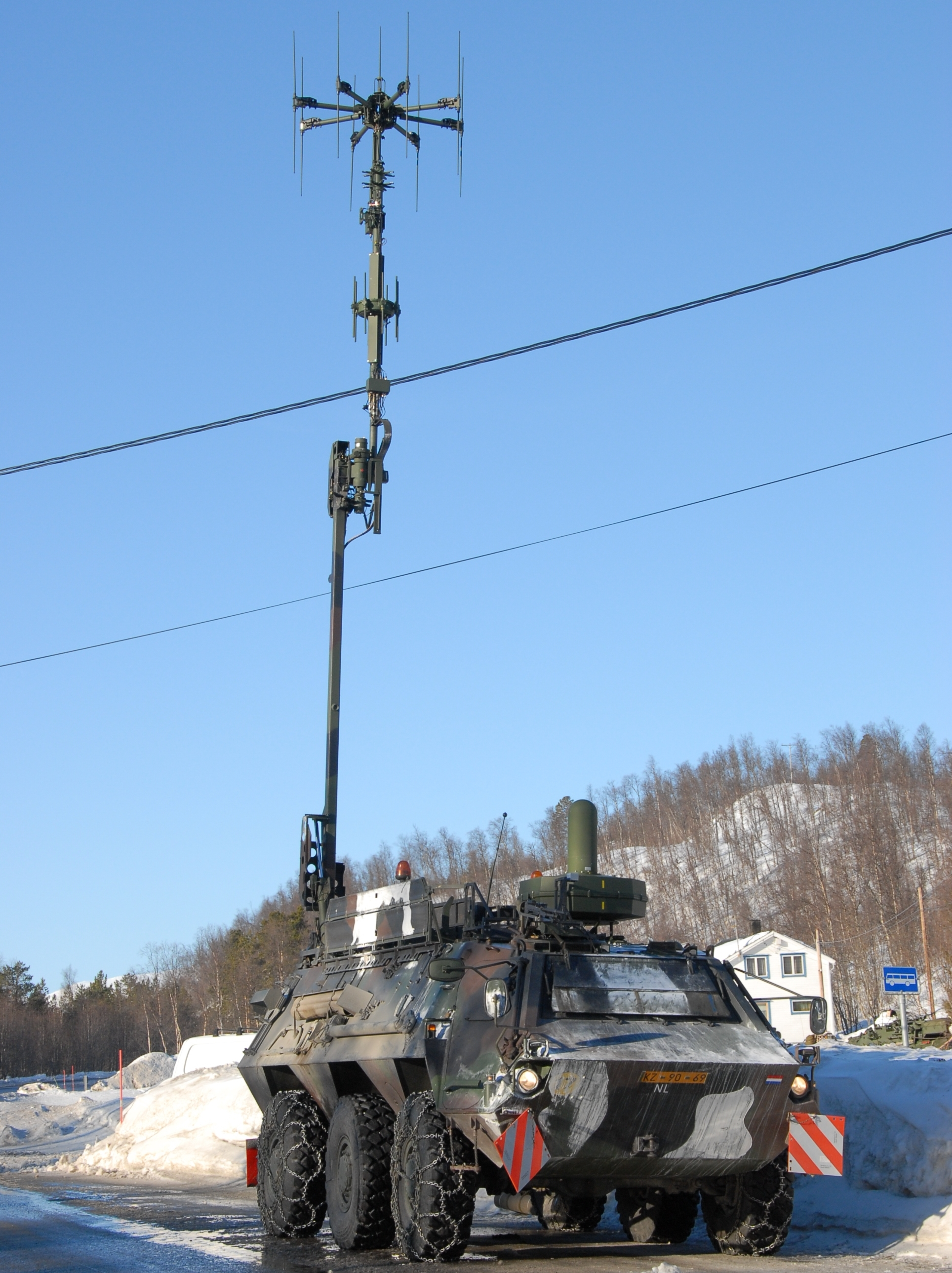
TPz FUCHS 1 de l'armée néerlandaise en configuration de guerre électronique.
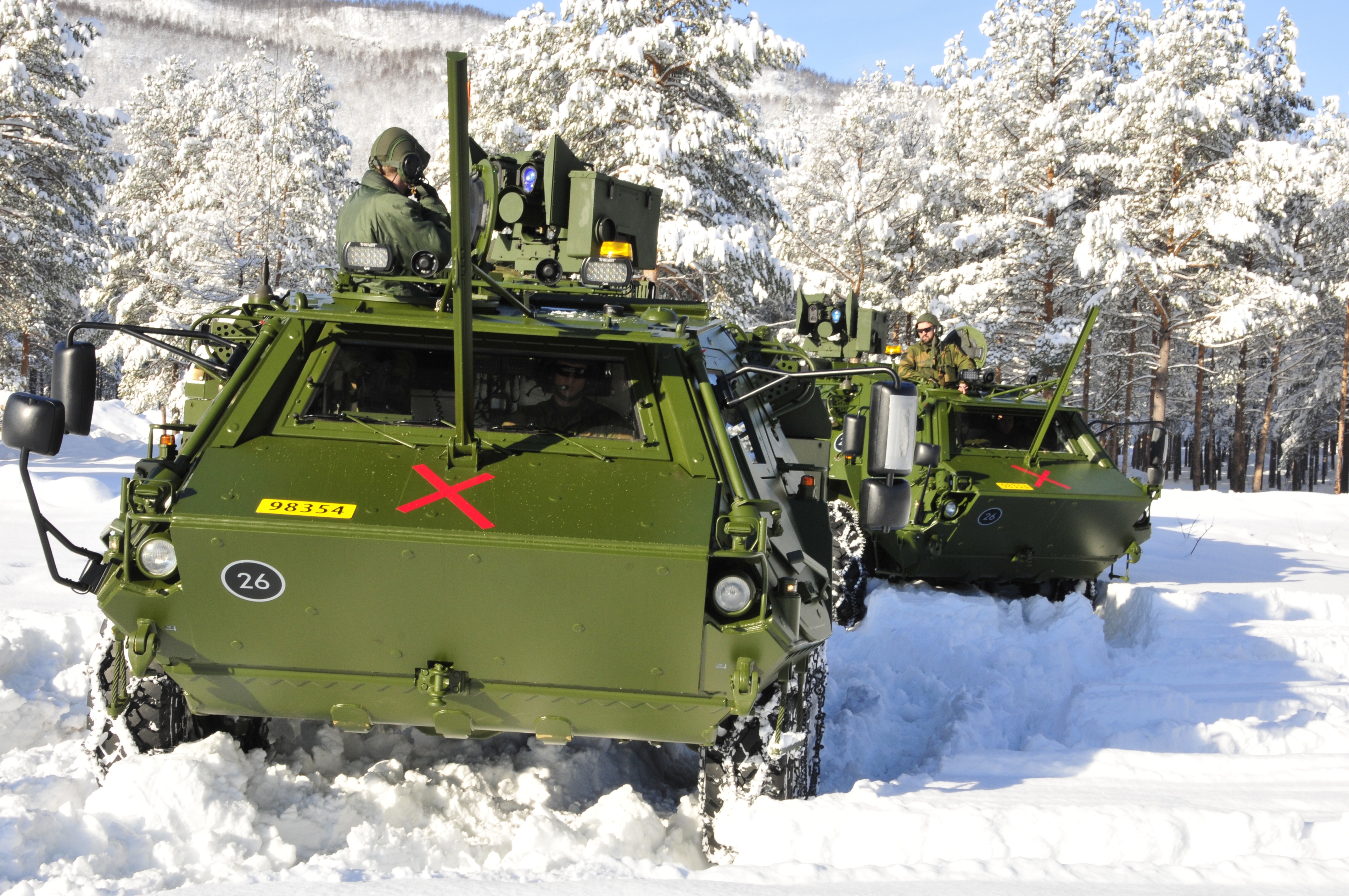
Variantes TPz FUCHS 1A8 NBC des forces armées norvégiennes.
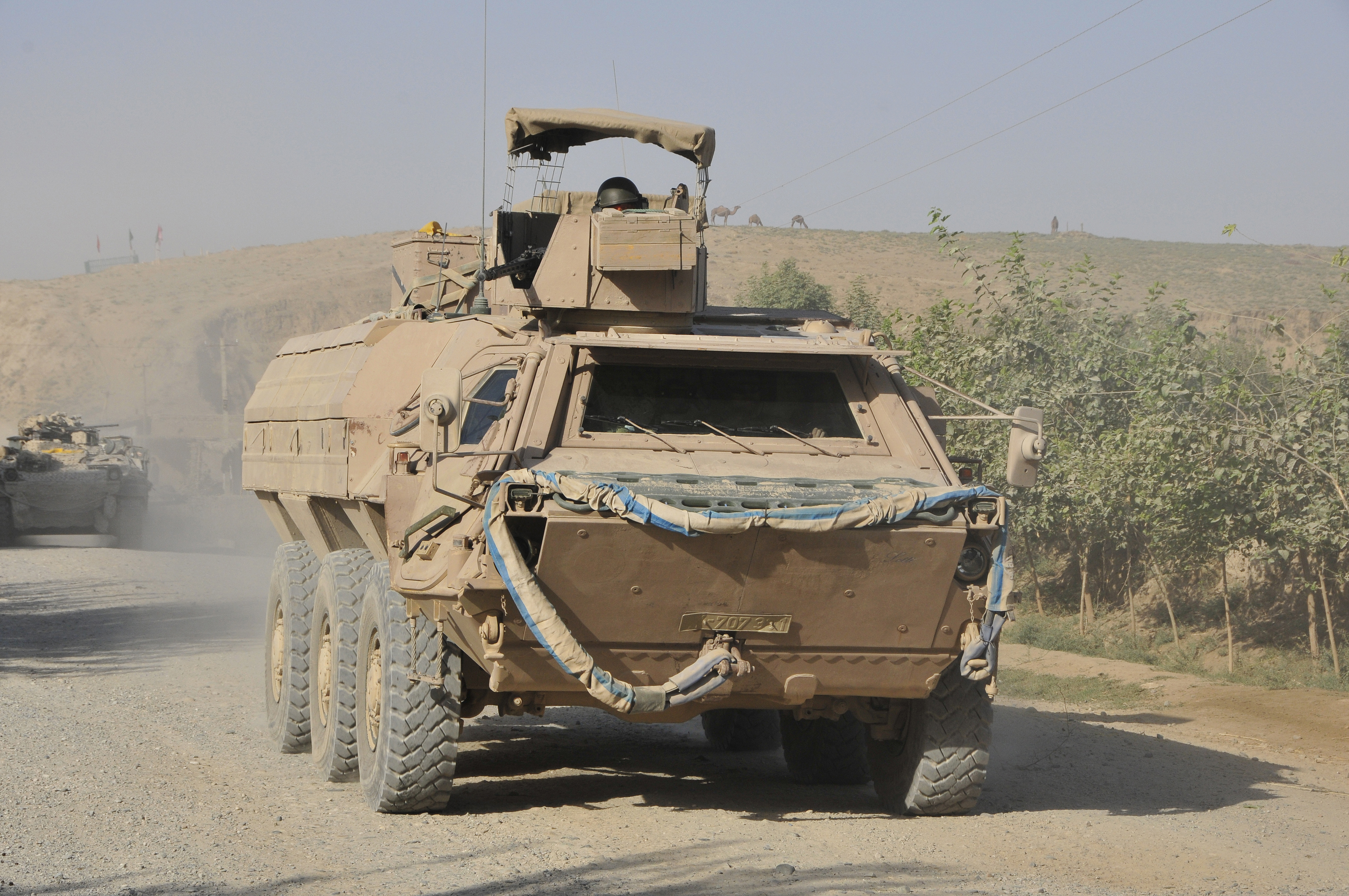
TPz FUCHS 1A8A3 PzAufkl Bw de l'armée allemande.
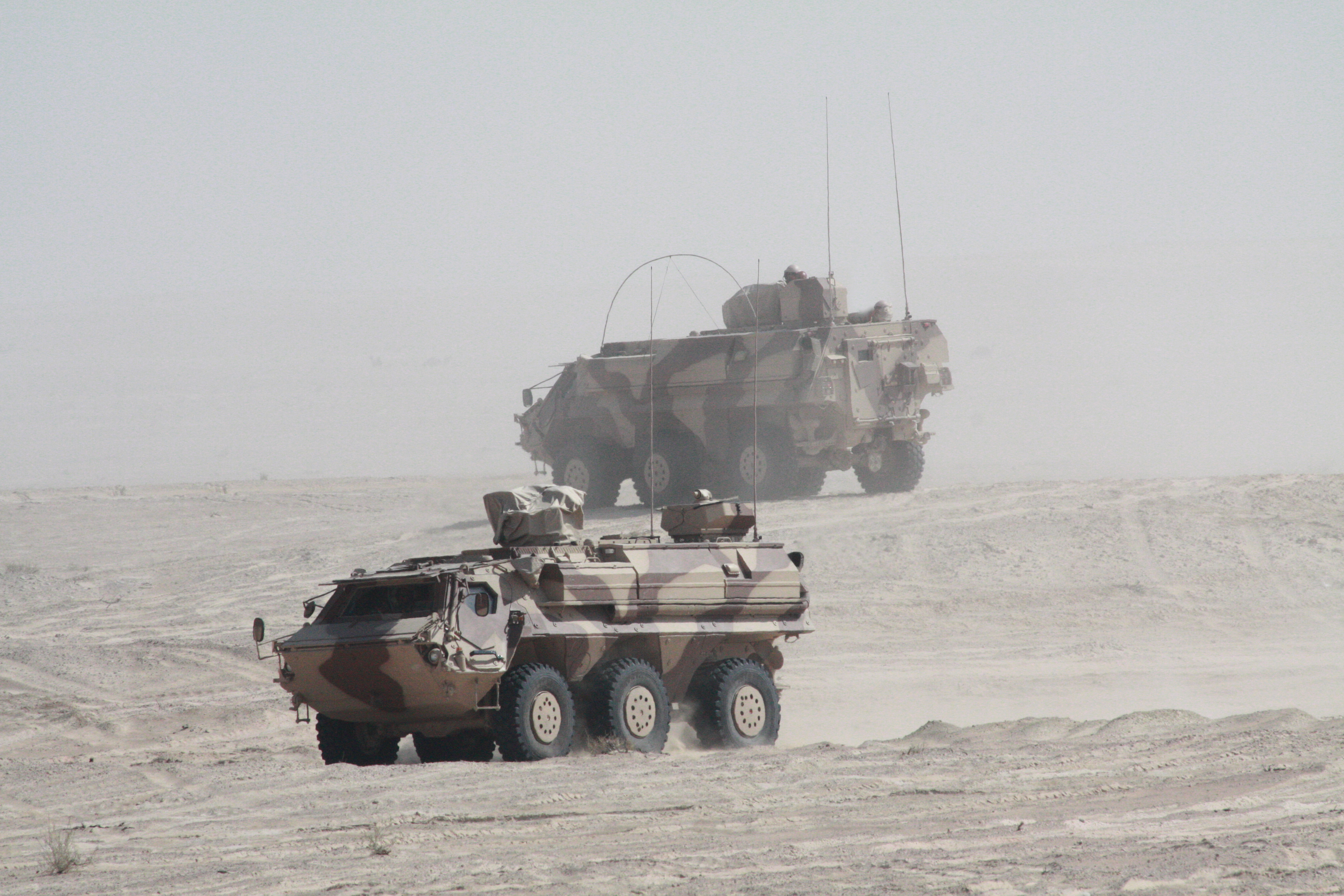
TPz FUCHS 2 variantes NBC des forces armées des Émirats arabes unis.
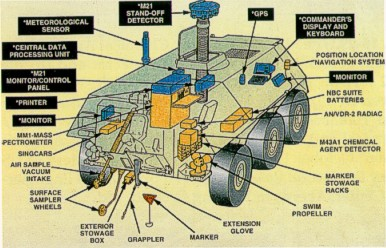
Coupe d'un TPz Fuchs de défense NRBC